# Station Poitiers
Station Poitiers is een spoorwegstation in de Franse gemeente Poitiers.